# Часовня Святого Юргена (Любек)
Часовня Святого Юргена в Любеке (нем. St.-Jürgen-Kapelle) — протестантская часовня в районе Занкт-Юрген города Любек (Шлезвиг-Гольштейн); первое однонефное прямоугольное здание часовни было построено в 1290 году как часть местного лазарета — в 1505 году храм получил резную статую Святого Юргена, созданную скульптором Хеннингом фон дер Хейде. В период Реформации часовня и лазарет, по словам члена городского совета Фрица Граверта, были 14 октября 1534 года разграблены сторонниками бургомистра. 16 марта 1629 года священник Альберт Реймерс произнес последнюю проповедь в старой часовне, которую в последующие месяцы разобрали в связи с расширением городских укреплений. Современное кирпичное здание было построено в 1645—1646 годах, вместе с новым лазаретом — менее чем в километре от старого места; архитектором проекта стал Андреас Йегер использовавший стилистические элементы как позднего Возрождения, так и раннего барокко — наряду с готическими заимствованиями. Является памятником архитектуры.

## История и описание
Первая служба в новом здании часовни Святого Юргена состоялась 31 августа 1646 года: проповедь прочитал старший пастор Адам Хелмс из церкви Святого Петра, а композитор Франц Тундер выступил в роли органиста. В течение двух последующих столетий часовня являлась филиалом Любекского собора — без собственного прихода — и служила храмом для пациентов местного лазарета. После закрытия больницы Занкт-Юрген в 1847 году часовню перестали использовать. В 1880 году в здании стали проводить изучение Библии, а затем и регулярные церковные службы. В 1882 году в часовне была установлена система отопления, а в 1885 в храме появилось газовое освещение. В 1886 году сенат Любека предоставил часовне орган. В 1961 году часовня стала приходской церковью.